# Anisozyga albifusa
Anisozyga albifusa là một loài bướm đêm trong họ Geometridae.